# San Lorenzo Ruiz
San Lorenzo Ruiz é um município de  quinta classe de renda municipal (d) na província Camarines Norte, nas Filipinas. De acordo com o censo de 1 de maio  de  2020 possui uma população de 15 757 pessoas e 3 629 domicílios.